# USS Coontz
USS Coontz je ime več plovil Vojne mornarice ZDA:
- USS Coontz (DDG-40)
- USS Coontz (DL-9)